# Jeu de dés
Le jeu de dés se pratique avec les dés, des objets le plus souvent cubiques dont les 6 faces sont habituellement numérotées de 1 à 6 (et dont la somme des valeurs des faces opposées est constante et égale à 7).
Pour que le score du dé compte, il faut que le dé tourne sur lui-même. 

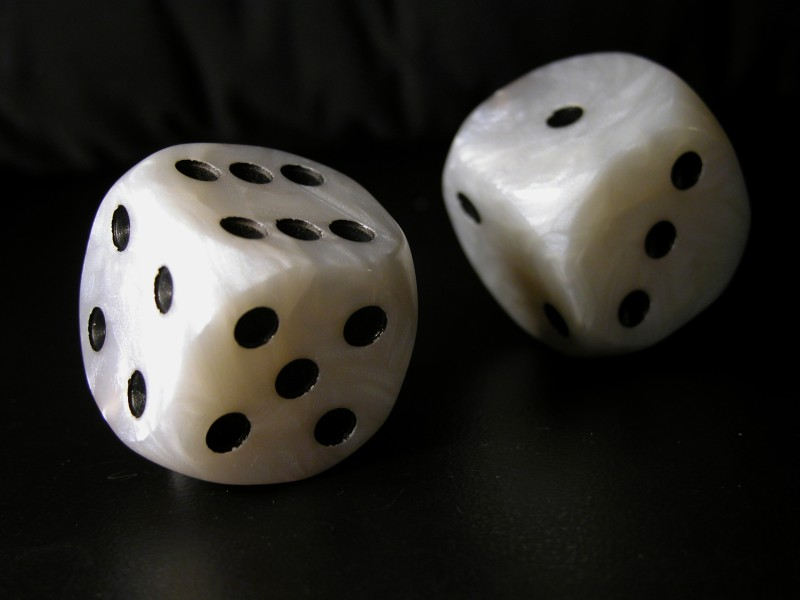

## Histoire
Dès le IIe millénaire av. J.-C., l'usage des dés est rapporté en Inde, à l’époque védique, dans le Rig Veda, où tout un hymne lui est consacré.
Cet usage est également attesté chez les Étrusques (voir dés étrusques) et ensuite dans l'Empire romain.
Le hasard est aussi un thème de prédilection de la philosophie, et le jeu de dés en est une métaphore fréquente, par opposition au déterminisme.
Le mot hasard se trouve chez Wace en 1155 ; il vient de l'arabe ǎz-zǎhr, en transitant par l'espagnol et signifiait à l'origine « dés » (ou la fleur dessinée sur l'une des faces du dé), à l'instar du mot latin alea qui désignait déjà à la fois le dé, le jeu de dés et le hasard.

### Citations
Stéphane Mallarmé : « Un coup de dés jamais n'abolira le hasard ».
Albert Einstein : « Dieu ne joue pas aux dés ».
Jules César : « Alea jacta est » (le sort en est jeté).
Sophocle : « Les dés des dieux tombent toujours bien ».
Navjot Singh Sidhu : « Celui qui ne lance pas le dé ne peut pas s'attendre à obtenir un six ».

## Différents jeux
Dans son livre Dice games properly explained, Reiner Knizia présente à peu près 150 jeux de dés différents.
En voici quelques-uns :
- avec 2 dés

Le craps
Le gros poulet
La Quinette ( ou Kinito (jeu) )
- avec 3 dés

Le 421
Le Cul de chouette ( Page wikibooks existante )
- avec 5 dés

Le Yams (aussi appelé Yahtzee), et des variantes telles le Yum
Le Poker Menteur
Le 5000
Le killer (jeu de dés)
Le jeu des dés
Le Dudo (5 dés par personne)
- avec 6 dés

Le 10000
Le Farkle
Le 25000

## Dés non cubiques
Il existe des dés non cubiques, utilisés principalement dans les jeux de rôle. On peut également citer le Jeu de cochons, dans lequel les dés sont deux figurines de petits cochons.